# Camilla Wedgwood
Camilla Hildegarde Wedgwood (* 25. März 1901 in Barlaston; † 17. Mai 1955 in St. Leonards) war eine britische Anthropologin, die zu den Ethnien der Pazifikregion forschte.

## Leben
Wedgwoods Vater war der Unternehmer und Politiker Josiah Wedgwood, der später in den Adelsstand erhoben wurde. Ihre Mutter Ethel Bowen Wedgwood war die Tochter des Lord Justice of Appeal Charles Bowen. 1914 trennten sich ihre Eltern und ließen sich fünf Jahre später scheiden.
Wedgwood besuchte die Orme Girls’ School in Newcastle-under-Lyme und studiere dann Englisch am Bedford College und Anthropologie bei Alfred Cort Haddon am Newnham College, Cambridge. Sie legte alle Prüfungen für einen Master ab, konnte aber keinen Abschluss erwerben, da das College erst ab 1948 Abschlüsse für Frauen anbot. Kurz unterrichtete sie Anthropologie in Bedford und folgte dann 1928 einem Ruf an den neu gegründeten Fachbereich Anthropologie der Sydney University. Dort kümmerte sie sich um die Herausgabe des Manuskripts Malekula: A Vanishing People in the New Hebrides ihres Vorgängers Arthur Bernard Deacon, der 1927 gestorben war. Außerdem unterrichtete sie an der University of Cape Town, bevor sie 1931 nach England zurückkehrte und Assistentin von Bronisław Malinowski an der London School of Economics wurde.
1924 wurde Wedgwood Mitglied und war 1931/32 Vorstandsmitglied des Royal Anthropological Institute of Great Britain and Ireland. 1932 erhielt sie ein Stipendium des Australian Research Council für eine Feldforschungsreise zur Insel Manam an der Nordküste von Papua-Neuguinea. Anschließend kümmerte sie sich für das damalige Mandatsgebiet Nauru um die Grundlagen für die Bildungspolitik und wurde im Juni 1935 Rektorin des neuen Women’s College der University of Sydney.
Während des Zweiten Weltkriegs arbeitete sie als Krankenschwester bei der australischen Armee und war an der Ausformulierung eines Strategieplanes für Bildung und Verwaltung in Papua-Neuguinea beteiligt. Nach dem Krieg arbeitete Wedgwood an der Australian School of Pacific Administration und schulte australische Offiziere und Verwaltungsbeamte für den Kolonialdienst. 1947/48 unterrichtete sie kurz am Institut für Erziehung der University of London.
Camilla Wedgwood starb 1955 an den Folgen einer Krebserkrankung im Royal North Shore Hospital in St. Leonards, einem Vorort von Sydney.

## Schriften (Auswahl)
- Death and social status in Melanesia. Royal Anthropological Society of Great Britain, London 1927
- Circular letter Panyam. Adam Matthew Publications, 1928
- Notes on the Marshall Islands. In: Oceania, Vol. 13, Nr. 1, 1942
- mit Pamela Lindsay:  The Hiri. Longmans Green, London/New York 1955
- The nature and functions of secret societies. Bobbs-Merrill, Indianapolis